# Saint-Salvy-de-la-Balme
 Saint-Salvy-de-la-Balme là một xã thuộc tỉnh Tarn trong vùng Occitanie ở phía nam nước Pháp. Xã này nằm ở khu vực có độ cao trung bình 305 mét trên mực nước biển.